# Zaostrowje (stacja kolejowa)
Zaostrowje (ros. Заостровье) – stacja kolejowa w miejscowości Zaostrowje, w rejonie łodiejnopolskim, w obwodzie leningradzkim, w Rosji. Położona jest na linii Wołchow - Murmańsk.
Stacja powstała podczas I wojny światowej, na zbudowanej wówczas murmańskiej drodze żelaznej.

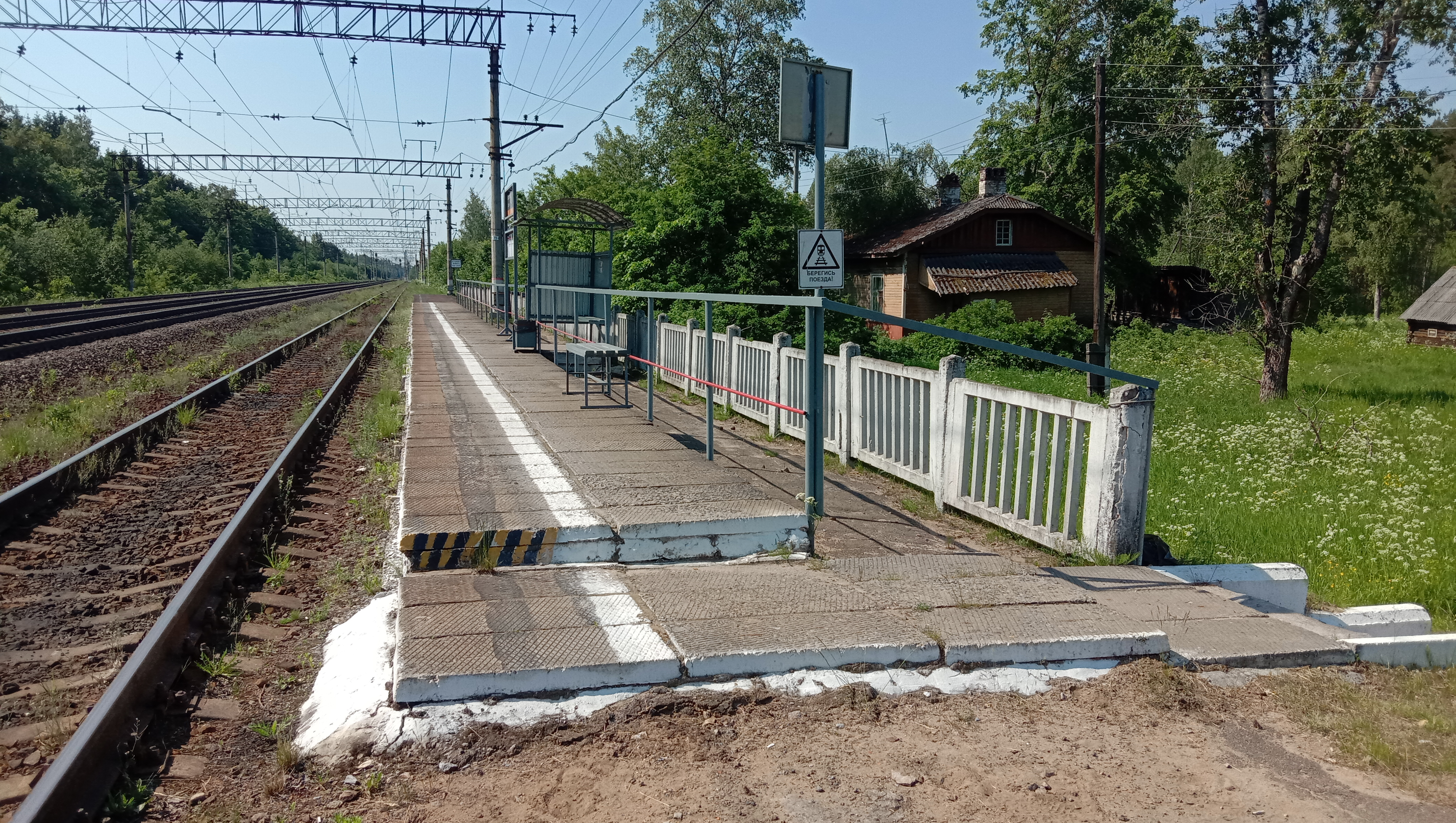
peron, widok w stronę Wołchowa
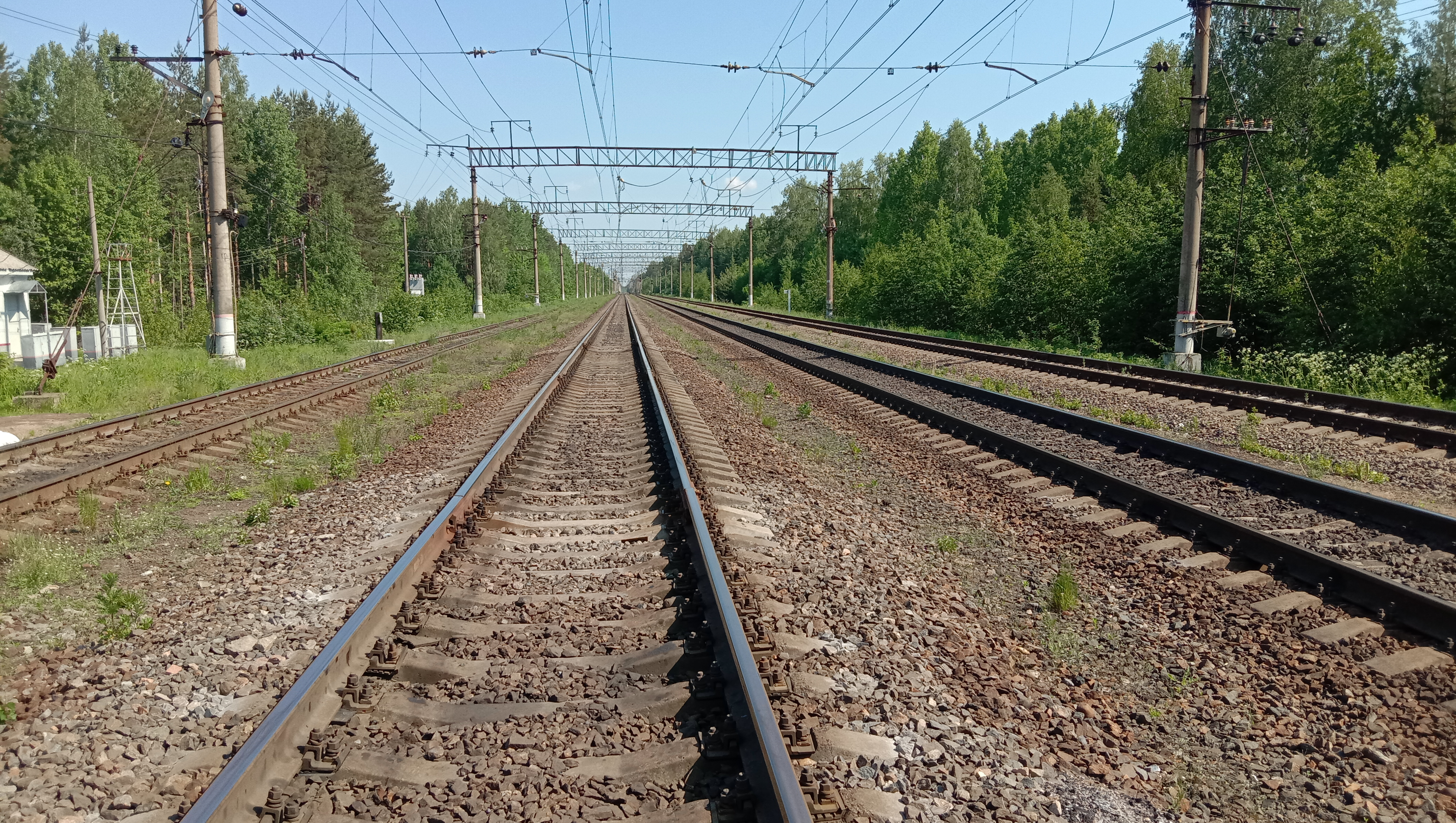
widok w stronę Murmańska